# Eselsberg (Thüringer Schiefergebirge)

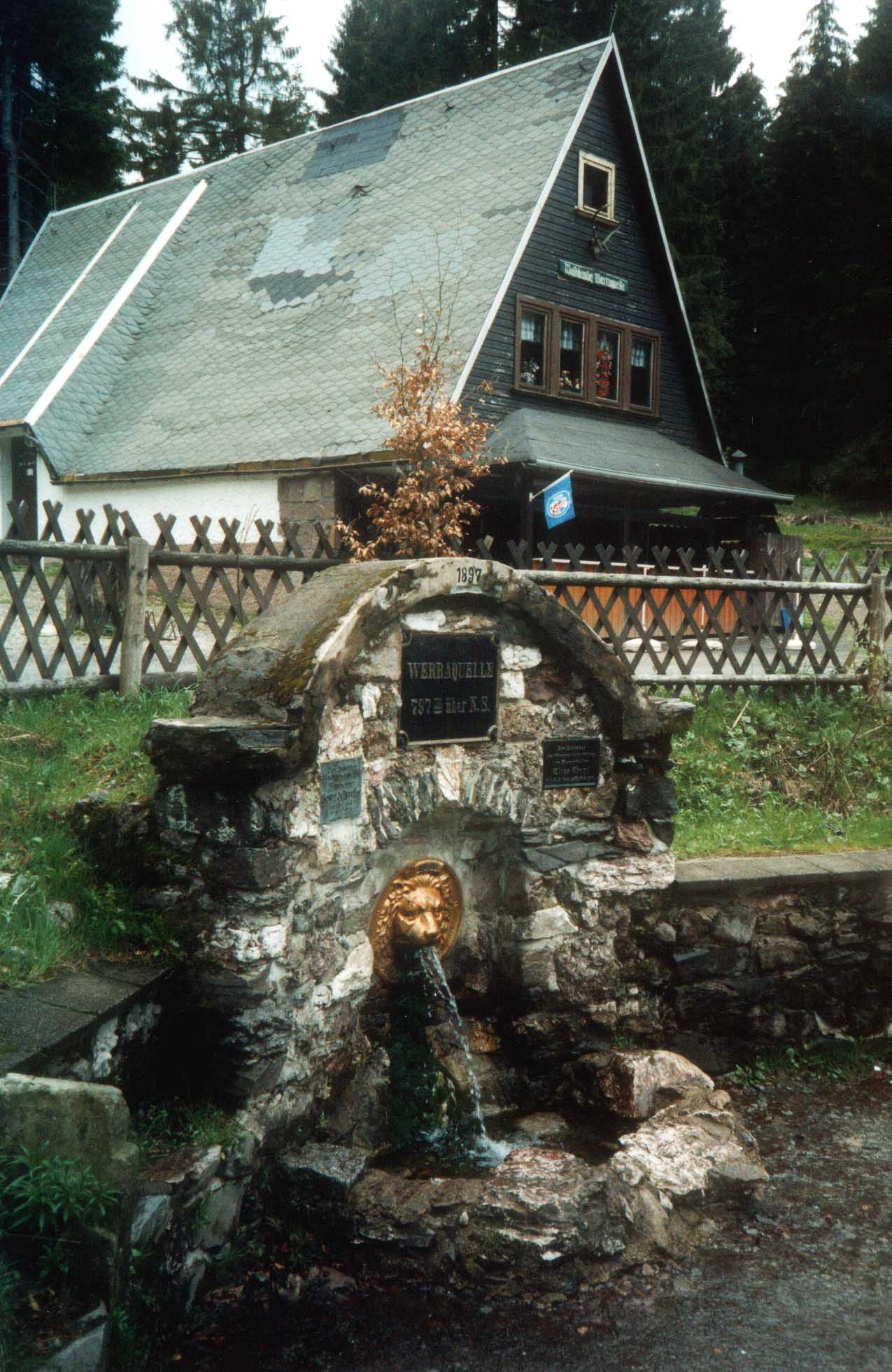
Werraquelle mit Wirtshaus an der Werraquelle bei Fehrenbach

Der Eselsberg ist ein 841,5 m ü. NHN hoher Berg im Westen des Thüringer Schiefergebirges. Über den Berg verläuft der historische Grenzweg Rennsteig. Am Südhang des Eselsbergs entspringt die Werra.

## Geographie

### Lage
Der Eselsberg liegt im Nordosten des Landkreises Hildburghausen in Thüringen, sein Gipfel erhebt sich etwa 1 km südlich des Ortes Masserberg.

### Relief
Sein Massiv geht nach Norden über die Hochlagen von Masserberg bei Schartenhöhen von etwa 30 m in den Fehrenberg (835 m ü. NN) und den Ersteberg (823,5 m) über, nach Süden folgen die Nebengipfel Sommerberg (800 m), Zeupelsberg (760 m) und Weißberg (748 m), in einiger Entfernung südsüdwestlich der Grendel (787 m) sowie diverse weitere Nebengipfel.
In östliche Richtungen, entlang des Rennsteigs, geht das Massiv in die Hohe Heide (832 m) über und weiter in den Kleinen (756 m) und den südlich anschließenden Großen Sauberg (757 m). Die Eisfelder Ausspanne bildet die Scharte zur Pechleite und damit die Nahtstelle zum benachbarten Bleßbergmassiv. Nördlich schließt sich der Goldberg (766 m) über der Schwarza bzw. der Talsperre Goldisthal an.

### Gewässer
Begrenzt wird dieses Massiv, das nach Südwesten hin in ein gemäßigtes Bergland übergeht, im Südosten durch die junge Werra, im Nordwesten durch das Tal des Schleuse-Nebenflusses Biber, die am Eselsberg entspringt. Im Nordosten folgt das tiefgelegene Tal der Schwarza, hinter dem das weithin sichtbare Pumpspeicherwerk Goldisthal (877 m ü. NN) am Großen Farmdenkopf (868,7 m) liegt.
Da alle vorher genannten Flüsse letztlich in die Weser münden, die Schwarza aber in die Saale – und damit in die Elbe – liegt der Eselsberg auf der Wasserscheide Elbe-Weser.

## Aussichtsturm Rennsteigwarte
Auf dem Gipfel des Eselsberges stehen am Rennsteig eine Ausflugsgaststätte und ein 33 m hoher Aussichtsturm, die Rennsteigwarte (⊙). Der Turm wurde 1974 errichtet, nachdem zwei hölzerne Vorgänger 1951 durch Sturm und 1974 durch Blitzschlag zerstört worden waren. In den 1990er Jahren wurde er umgebaut: Die bestehende Konstruktion aus Stahlfachwerk wurde unter Einbeziehung zweier über Eck geöffneter Glasflächen verkleidet. Hinter der Fensterverglasung der Aussichtsplattform befinden sich Fotografien des gesamten Panoramas mit Beschriftung wichtiger Sichtziele.
Vom Turm aus hat man – je nach Sichtbedingungen – einen weiten Rundblick auf folgende Orte und Berge (geordnet nach Himmelsrichtung Nord-Ost-Süd-West und mit Entfernung in Kilometern):
- Masserberg (1 km)
- Fröbelturm bei Oberweißbach (15 km)
- Pumpspeicherwerk Goldisthal (4 km)
- Blessberg bei Eisfeld (7 km)
- Großer und Kleiner Gleichberg (30 km)
- Schnett mit dem Simmersberg (5 km)
- Dolmar bei Meiningen (35 km)
- Frauenwald (11 km)
- Gr. Beerberg und Schneekopf (22 km)
- Neustadt am Rennsteig (9 km)
- Veste Coburg (25 km)